# Église wesleyenne de la sanctification de The Bottom
L'église wesleyenne de la sanctification (en néerlandais : Wesleyaanse Heiligingskerk) est une église wesleyienne, mouvement se rattachant au méthodisme, située à The Bottom, à Saba, dans les Antilles néerlandaises.

## Historique
L’histoire de l’église wesleyenne de la sanctification à Saba a commencé en 1902, lorsque la mission Foi et Amour a atteint l’île. Elle a quitté l'île dès 1909, mais ses travaux ont été poursuivis par la Mission de la foi apostolique avec l'autorisation des autorités. Sous la direction de James M. Taylor, la communauté s'est développée progressivement. Après avoir utilisé un bâtiment loué pendant quelques années comme lieu de culte, la communauté a fondé sa propre église en 1919, baptisée l'église apostolique de la foi. En 1920, la communauté fut officiellement reconnue par le gouverneur de Curaçao.
Depuis la fusion de l'église apostolique de la foi et de l'église de la sanctification des pèlerins en octobre 1922, la communauté sabaéenne a également adopté ce nom. Une seconde fusion a eu lieu en juin 1968, cette fois-ci avec l’Église méthodiste wesleyenne d’Amérique, ce qui explique le nom actuel de l'église.